# Arinyo
Arinyo és un municipi d'Aragó, situat a la província de Terol, concretament a la comarca d'Andorra-Serra d'Arcs. Molt proper al riu Martín, forma part del Parc Cultural del Riu Martín.
L'església parroquial està dedicada a Sant Salvador i compta amb un sepulcre rococó d'un cavaller de l'orde de Malta.